# پریمیر (فیلم ۱۹۳۸)
«پریمیر» (انگلیسی: Premiere) یک فیلم معمایی بریتانیایی است که در سال ۱۹۳۸ منتشر شد.